# Rufo e Zosimo
Rufo e Zosimo sono una coppia di cristiani associati al martirio di Ignazio di Antiochia. Citati nell'epistola ai Filippesi di Policarpo e nell'Historia Ecclesiastica di Eusebio, il loro elogio fu inserito nel martirologio di Floro e poi in quelli di Adone e Usuardo, che li qualificano come martiri e discepoli del Signore.

## Storia
La prima menzione di Rufo e Zosimo si trova nell'epistola ai Filippesi di Policarpo, vescovo di Smirne, che li associa al martirio di Ignazio, vescovo di Antiochia.
I due sono menzionati anche nell'Historia Ecclesiastica di Eusebio di Cesarea, che cita un passo della lettera di Policarpo, e attraverso l'opera di Eusebio il loro nome giunse a conoscenza di Floro che inserì la loro memoria nel suo martirologio al 17 ottobre, data che il martirologio di Beda dedicava alla memoria della traslazione di sant'Ignazio.
Nel suo martirologio, Adone spostò il loro elogio al 18 ottobre e trasformò il testo dell'elogio qualificando, per la prima volta, Rufo e Zosimo come "discepoli del Signore": è probabile che Adone abbia identificato Rufo con l'omonimo figlio di Simone di Cirene menzionato nel Vangelo di Marco e con il Rufo citato nell'epistola paolina ai Romani, ma in nessuna antica serie di discepoli di Gesù è citato uno Zosimo.
In realtà, non ci sono elementi concreti per definire Rufo e Zosimo discepoli del Signore e neanche la qualifica di martiri può essere chiaramente dedotta dallo scritto di Policarpo, ma Usuardo riprese per il suo martirologio lo stesso elogio di Adone e da Usuardo l'annuncio passò al Martirologio romano.
Nel Martirologio romano riformato a norma dei decreti del Concilio Vaticano II e promulgato nel 2011 da papa Giovanni Paolo II l'elogio dei santi Rufo e Zosimo si legge al 17 ottobre.